# سری همگرا

سری همگرا

در ریاضیات، یک سری، مجموع گزاره‌های یک دنباله از اعداد است. 
با داشتن دنبالهٔ ‎{\displaystyle \left\{a_{1},\ a_{2},\ a_{3},\dots \right\}}‎، دنبالهٔ مجموع جزئی nامین جملهٔ دنباله، {\displaystyle S_{n}}، مجموع اولین n جملهٔ دنباله است، به عبارت دیگر:
{\displaystyle S_{n}=\sum _{k=1}^{n}a_{k}.}
یک سری همگراست، اگر دنبالهٔ مجموع‌های جزئی ‎{\displaystyle \left\{S_{1},\ S_{2},\ S_{3},\dots \right\}}‎ به حدی میل کند. به صورت دقیق، یک سری همگراست اگر برای هر عدد مثبت دل‌خواه و کوچک {\displaystyle \varepsilon >0}، وجود داشته باشد عدد صحیح بزرگ {\displaystyle N} که برای هر {\displaystyle n\geq \ N}،
{\displaystyle \left|S_{n}-\ell \right\vert \leq \ \varepsilon .}
به یک سری که همگرا نباشد واگرا گفته می‌شود.